# La Haute-Chapelle
La Haute-Chapelle település Franciaországban, Orne megyében. Lakosainak száma 549 fő (2018. január 1.). La Haute-Chapelle Saint-Bômer-les-Forges, Saint-Gilles-des-Marais, Domfront en Poiraie, Lonlay-l’Abbaye, Rouellé, Saint-Mars-d’Égrenne és Saint-Roch-sur-Égrenne községekkel határos.

## Népesség
A település népességének változása:
| Lakosok száma | 744  | 644  | 553  | 563  | 574  | 614  | 599  | 597  | 586  | 549  |
|               | 1962 | 1968 | 1975 | 1982 | 1990 | 2008 | 2013 | 2015 | 2017 | 2018 |